# Arenaria gothica
Arenaria gothica là loài thực vật có hoa thuộc họ Cẩm chướng. Loài này được Fr. mô tả khoa học đầu tiên năm 1839.